# П'ятницький Порфирій Петрович
Порфирій Петрович П'ятницький  (27 (15) вересня 1859, Рига — 30 грудня 1940) — український геолог і петрограф, професор, у 1918—1920 рр. — ректор Харківського університету.

## Життєпис
Народився в м. Рига.
У 1881 р. вступив на медичний факультет Харківського університету, пізніше перевівся на природниче відділення фізико-математичного факультету.
Закінчив університет у 1886 р. та був залишений асистентом при кафедрі геології.
У 1890 р. захистим магістерську дисертацію та був відряджений за кордон на два роки.
Після повернення обраний приват-доцентом. читав спеціальні курси мінералогії та петрографії.
Від 1898 р. — доктор мінералогії і геогнозії.
Від 1901 р. — екстраординарний професор мінералогії, від 1905 р. — ординарний.
У 1918—1920 рр. — ректор Харківського університету.
У 1920—1922 рр. викладав в університеті і політехнічному інституті у Краснодарі. Від 1922 р. працював в Інституті прикладної мінералогії та петрографії в Москві, від 1926 р. — в Геологічному інституті у Ленінграді.
Від 1932 р. працював в Українському геологічному тресті, з 1938 р. — в Інституті геологічних наук АН УРСР.
Основні наукові праці присвячені вивченню кристалічних сланців України докембрійського періоду, зокрема Криворізького залізорудного басейну.

## Обрані праці
- К исследованию дельты Западной Двины и Больдер-Аа. — Х. : Тип. ун-та, 1886. — 89 с.
- Исследование кристаллов кермезита и уранотила. — Х. : Тип. Зильберберга, 1893. — 55 с.
- Гидрогеологическое исследование Верхнеднепровского уезда Екатеринославской губ., в виду обводнения и орошения края, с приложением заметки о полезных ископаемых: (Отчет Екатеринослав. губ. земству, снарядившему гидрогеол. экспедицию под рук. А. В. Гурова). — Х. : Тип. Зильберберга, 1895. — 217 с., 5 л. табл.
- Исследование кристаллических сланцев степной полосы юга России. С прил. геол. карты Криворож. рудного района и 12 чертежей: Отчет О-ву испытателей природы при Харьк. ун-те о геол. исследованиях 1893—1896 гг. — Х. : [Типо-лит. Зильберберга, 1898]. — 323, [4] с.
- Программа по минералогии. — Х. : Печ. дело, [1913]. — 3 с.
- Генетические отношения Криворожских рудных месторождений. [І] / Всерос. Совет нар. хоз-ва. — М. : [Типолитогр. ВТУ им. Т. Дунаева, б. бр. Менерт], 1924. — 56 с. — (Тр. Ин-та прикладной минералогии и петрографии ; вып. 9).
- Генетические отношения Криворожских рудных месторождений. ІІ / Всерос. Совет нар. хоз-ва. — М. : [Типолитогр. ВТУ им. т. Дунаева], 1925. — 43 с. — (Тр. Ин-та прикл. минералогии и петрографии; вып. 17).
- Основные черты состава и строения Центрального Кавказа в связи с оруденением его северного склона. — Ростов н/Д: Гостип. им. Коминтерна Госдонполиграфобъединения, 1928. — 46, [2] с. — (Тр. Сев.-Кавказ. Ассоциации н.-и. ин-тов; № 30; Тр. Ин-та приклад. наук при Донском политехн. ин-те; вып. 9).
- Геологические исследования в изумрудном районе на Урале: К вопросу об образовании изумруда. — М. ; Л. : Геолиздат, 1932. — 71 c. — (Тр. Гл. геол.-развед. упр. ВСНХ СССР; вып. 75).
- Докембрий: Краткая история главнейшей номенклатуры докембрия Северной Америки: Докембрий Сев. Америки, Фенноскандинавии и Украины гл. образом с точки зрения возрастной классификации слагающих горных пород. — К., 1933. — 78 с. — (Материалы Укр. н.-и. геол.-развед. ин-та; вып. 2).
- Изумруды, их местонахождение и происхождение. — М. [и др.]: Гос. науч.-техн. горно-геол. нефт. изд-во, 1934. — 48 с. — (Тр. Укр. геол.-гидрогеодез. треста).
- Ванадий и законы его распределения в минералах и горных породах / Укр. всесоюз. н.-и. ин-та минсырья [и др.] — К., 1936. — 90, [4] с.
- Цирконий и законы его распределения в минералах и горных породах. — Х. : Укргостоптехиздат, 13-я респ. полигр. ф-ка, 1939. — 80 с.